# Greg Selinger
Pour les articles homonymes, voir Selinger.
Gregory "Greg" Selinger, né le 16 février 1951 à Regina (Saskatchewan), est un homme politique canadien, chef du Nouveau Parti démocratique du Manitoba et premier ministre de la même province du 18 octobre 2009 au 3 mai 2016. Alors ministre des Finances, à la suite de la démission du chef et premier ministre précédent Gary Doer, nommé ambassadeur du Canada aux États-Unis.